# Hymenocallis proterantha
Hymenocallis proterantha är en amaryllisväxtart som beskrevs av Bauml. Hymenocallis proterantha ingår i släktet Hymenocallis och familjen amaryllisväxter. Inga underarter finns listade i Catalogue of Life.